# Martin Persson (regissör)
Martin Persson, född 26 april 1975 i Ystad, är en svensk regissör och manusförfattare.
Persson inledde sin karriär inom underhållningsteve och journalistik. Bland hans tidiga produktioner märks titlar som High Chaparall med Filip och Fredrik, Rallarsving och I en annan del av köping för vilken han nominerades till Stora Journalistpriset och vann sina första Kristallen.
Sin gärning som regissör och manusförfattare började han 2009 med TV-serien Blomstertid med Peter Magnusson i flera av huvudrollerna. Serien blev den första svenska scripted-produktionen att adapteras för den amerikanska marknaden för American Broadcasting Company.
Vidare har han regisserat teveserier som Bonusfamiljen och Andra åket för SVT, Stockholm-Båstad (även manus) för TV4 och Sommaren med släkten för Discovery Kanal 5.
Senast på listan av TV-serier är dramat Äntligen! som sändes under julhelgen 2022 på SVT.
2014 långfilmsdebuterade han med mokumentären Tillbaka till Bromma (även manus). Samma år började han också regissera Ica-reklamen. Sedan dess har han regisserat över 300 reklamfilmer.